# 運転整理
運転整理（うんてんせいり）とは、鉄道において事故や災害などによってダイヤが乱れた際に、旅客や荷主への影響を軽減し平常運転へ戻すために行う運転計画の変更作業のことである。鉄道運行計画の中の変更計画に相当する。

## 概要
鉄道の運行は、あらかじめ定められた列車ダイヤに基づいて行われるが、必ずしも常に定時で運行できるわけではなく、車両や設備の故障、事故、悪天候等によって列車が運休、遅延することがある。その際に、元の運行計画のままで運転を続けると遅延が一向に回復せず影響が広い範囲に波及すると共に、旅客への影響が甚大なものとなる。このため適切な計画変更を行って平常運行への早期復旧を図ることになる。
運転整理の業務は、かつて鉄道の運行管理が各駅の信号扱所から実施されていた頃には、電話により信号扱所と運転指令所が連絡を取りながら状況を随時把握し、指令所で全体の運行計画を策定して再び電話により信号扱所に伝達して実施するという形態で行われていた。列車集中制御装置 (CTC) が導入されると、駅の信号扱所の業務は運転指令所に集約され、平常時の信号扱いと運転整理の両方の役割を運転指令所が直接担うようになった。現在では列車運行管理システム (PTC) の導入が進み、平常時の信号扱いはコンピュータが自動で実施するようになっているが、運転整理は自動化が難しい業務であるためコンピュータによる支援はいまだにごく一部に留まっており、運転指令員が経験と勘に頼って業務を行っている。

## 運転整理手段
運転整理の手段としては、主に以下のようなものがある。

### 運転時刻変更
列車の運転時刻そのものを変更する方法。もっとも基本的な手段であるが、特に他の手段と組み合わせをしなければ、運転指令員が指示を出すまでもなく列車運行管理システムがその時の運行状況に基づいて信号扱いを行い、駅の発車標を操作して旅客への案内（京阪神地区の遅れ約○分など）も自動で行えるようになっていることが多い。

### 抑止

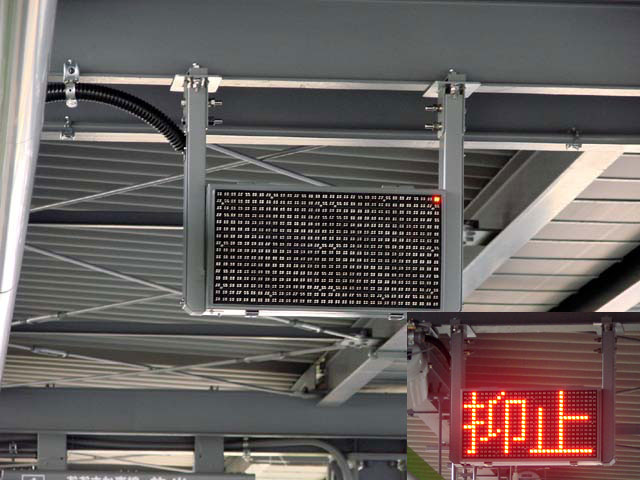
JR西日本の抑止表示器による抑止表示

運転時刻変更の一種と言えるが、あとの予定を決めずにとりあえず列車を止めておくことを指す。列車が駅間で停車すると以後の運転が不可能になった場合に旅客の誘導に多大な問題が発生すると共に、駅で停車している場合には下車して（通過列車の場合でも指令員の判断・指示により臨時停車・客扱いすることがある）乗客が他の交通手段を選択する余地があることから、不通区間が発生した場合には、まずその区間へ向かって走っている他の列車を最寄りの駅で止める措置が取られる。駅間で列車が止まることは、乗客・乗務員・指令員にとって非常に不都合であり、1998年の首都圏での大雪や2000年の東海豪雨の経験から強く忌避されている。東日本旅客鉄道（JR東日本）東京圏輸送管理システム (ATOS) では「出発時機表示器」を用いて、西日本旅客鉄道（JR西日本）運行管理システム (JR西日本)においては「抑止表示器」で指示を出せるようになっている。

### 通知運転
抑止の一種で、駅間で列車が停車することを防止するために、先行列車が次の駅を出発して駅の番線が空いてからでなければ続行列車を出発させないようにすることをいう。次の駅の番線が空いた場合にはその駅まで進むことが許され、駅に到着後は再び次の駅の番線が空くまで待機する。先行列車が出発して次の駅に進めるようになることを「通知解除」という。抑止と同様にATOSでは出発時機表示器により自動的に実施することができる。

### 時間調整
遅延している列車の先行列車、および後続列車の発車を故意に遅らせて運転間隔を調整する方法で、運転時刻変更の特殊例である。
列車が頻発運転されている都市部の線区では、乗客は特に時刻表を見ずに駅にやってきて、その時点でもっとも都合のよい列車を選んで乗車するという行動をとることが多い。このような状態で特定の列車が遅延すると、遅延した分だけ駅で列車を待っている乗客が増加して乗降に時間が掛かるようになり、さらに遅延が拡大していく。一方で、その後の列車は前の列車との間隔が詰まって駅で待っている乗客が少なくなるため乗降時間が短くなり、何も手を打たなければどんどん早くなって前の列車に追いつき、団子運転となってしまう。このため運転間隔を調整し、各列車に均等に乗客が分散するようにして、遅延の拡大防止を図っている。
JR東日本ではATOSを用い、駅設置の出発時機表示器により「延発」と発車時間を交互に表示（下図では、28分15秒に発車）、JR西日本では抑止表示器に「整理」と調整時間を交互に表示（下図では、所定時刻より4分0秒遅らせて発車）している。

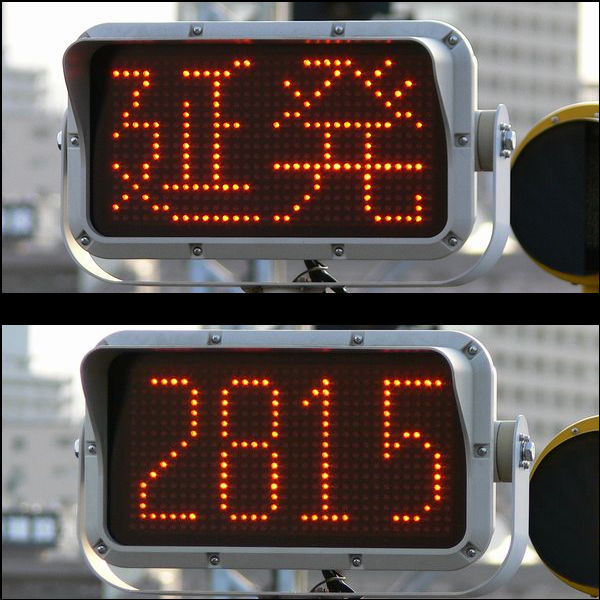
JR東日本の表示（2006年4月）
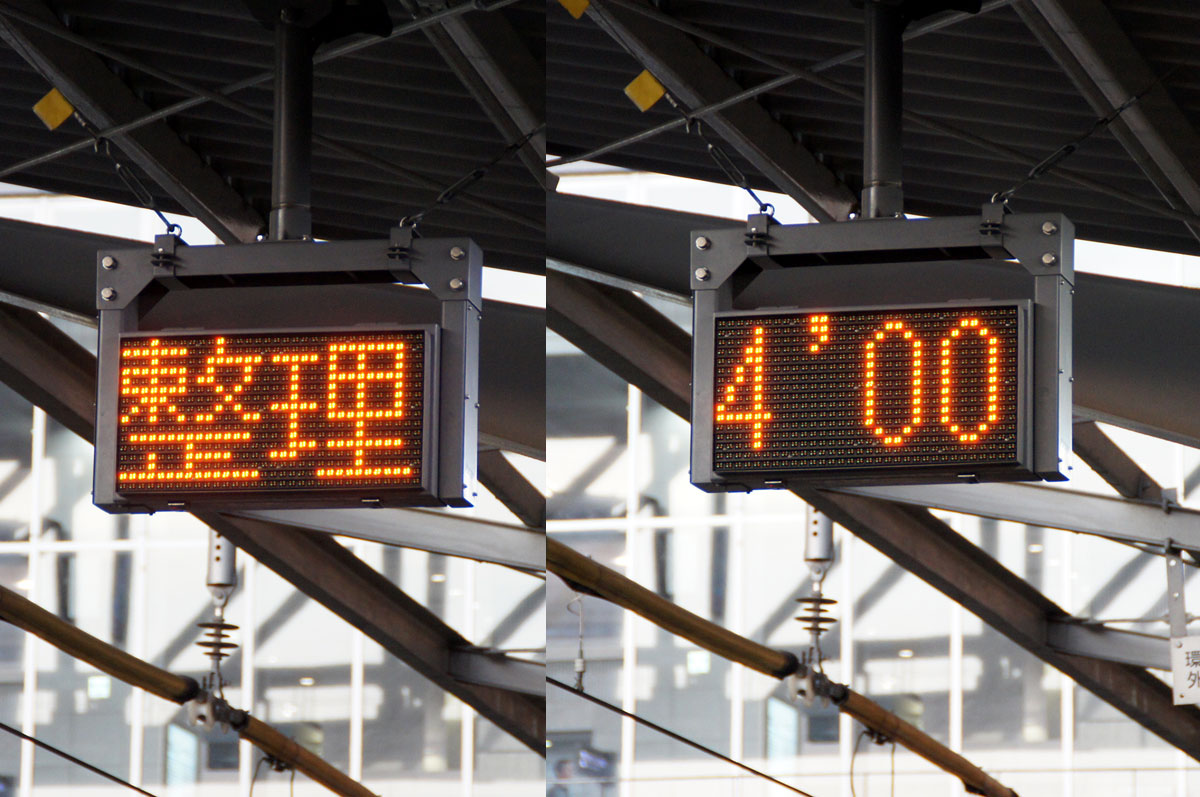
JR西日本の表示

### 臨時停車・臨時通過
通過駅に臨時停車、停車駅を臨時に通過する方法。臨時停車は、ほかの列車の運休などで停車列車が当分の間ない駅での乗降客を救済するために実施される例が多い（JR神戸線でダイヤが大幅に乱れた場合に、新快速を西明石駅 - 姫路駅間各駅に停車させることなど）。イベントの開催に応じて臨時停車させるような例は、あらかじめ運行計画の中で決められているため運転整理の範疇ではない（臨時停車・特別停車を参照）。
停車駅を通過することは、誤乗を誘発し案内が大変困難であるため避けられるが、地下鉄サリン事件や阪神・淡路大震災のように駅で事故・災害などが発生した場合などに見られる。

### 種別変更
特急から急行へ、快速を各駅停車に変更するなど、主に種別を格下げする方向での種別変更が行われる。臨時停車・臨時通過を一定のパターンで組み合わせたものであると見ることもできる。種別を格上げする方向での変更は、一般に誤乗防止の観点から避けられる。 

### 運行順序変更
(先発)A列車→(後発)B列車という運行順序を、(先発)B列車→(後発)A列車に変更するなど、列車の始発駅や複数の路線が合流する駅で、どの列車から走らせるかを通常時と変更する方法。
快速・普通列車が特急列車の通過待ちをする駅の変更、単線において列車の行き違いをする駅の変更など、待避駅・列車交換駅変更で部分的に順序を変更したりするのも含まれる。ダイヤ全体に大きな影響を与える重要なファクターである。

### 着発線変更
駅の到着・発車・通過する線路を変更する方法。到着番線の変更は比較的容易であるものの、発車番線については、特に長距離列車の場合には自由席の乗客が並んで待っていることがあるため、直前に実施することは困難である。待避駅において、臨時用の番線を使用することもある。

### 運転線路変更
複々線区間において走行する線路を列車線から電車線などへ変更する方法。複々線区間で先行列車に遅延が発生しているとき、後続列車の運転線路を変更することで後続列車へ遅延を及ぼすことを阻止することができる。

### 運転休止・運転打ち切り（部分運休）・計画運休（事前運休）
略して「運休」と俗に称されているものである。
始発駅から列車を運転休止にしたり、途中駅で運行を中止する方法。列車を運休させることは遅延を回復する上で大きな効果があるが、一方で輸送力を減少させることになるので、慎重な判断が必要になる。おもに車庫所在駅で打ち切られることが多い。部分運休は障害発生区間を運休にして途中駅で折返し運転にする形で、障害発生区間以外の運転を再開させる時によく用いられる（アーバンネットワークや首都圏の路線のように、通常のダイヤでは折り返し列車を設定しない駅で折り返すことがある）。
また、輸送力が不足している区間に車両や乗務員を回すために運転を打ち切ったり、車両運用の都合で通常より長編成の列車を運行させる必要が生じた場合に、ホーム有効長不足のため停車できなくなる手前の駅で運転を打ち切ったりすることもある。
なお、本来他社線と直通運転をしており、かつ会社境界駅で運転を打ち切る場合、「○○線との直通運転を中止する（している）」と案内される。
この他にも運転休止時間の開始を事前に予告した上で実施する計画運休が存在する。台風接近など列車の運行に影響が予想される場合に運転を取りやめることである。予測可能な天災から乗客の安全確保と混乱の防止を図る目的で、日本国内ではJR西日本が2014年10月（平成26年台風第19号）に初めて実施した。しかし当日は予想ほどの天災ではなく、並行して走行する私鉄はほぼ通常どおりの運行だったので、JR西日本の対応に賛否があった。国土交通省は鉄道各社に、発表等のタイムラインを作成するよう要請している。

### 運用変更
ある列車に使用する車両や乗務員の運用を変更する方法。車両や乗務員の行路は決められているが、特に到着列車の折返し遅れを出さないために、別の車両や乗務員を手配するという形で運用変更することが多い。車両の変更によっては通常時と車両数が変更になるケースも生じる。

### 段落とし
運転休止と運用変更を組み合わせた特殊例で、ある特定の列車を全区間または部分運休にした上で、その車輌を後続列車に充当する方法。それまで運転されていた後続列車に一瞬にして変わることになり、結果として、その分遅延が回復したり、遅れを「なかったことにする」ことができる。

### 特発・延長運転
遅延している列車を段落としによって後続の列車に充当させて、ある駅からは別の車両を充当させて時刻通りに運転する方法（ここでの特発は特殊信号発光機の意味ではない）。輸送力が不足している区間に、ほかで運休・運転打ち切りをした車両と乗務員を手配したり、新たに基地から送り込んだりして、臨時列車を運転することもある。既存の列車の運転区間を延長するのも同様の事例である。

## 運転整理の業務
運転整理の実際の業務は、路線の特性を熟知した指令員が行っているが、それでもなお大変困難な業務となっている。これには以下のような理由が挙げられる。
情報収集が困難
平常時とは異なる状況下で現場は大変混乱しているため、なかなか指令員が必要とする情報が現場から上がってこない。
評価・判断が困難
後述するように、どのような運転整理がよいか評価・判断することが難しい。
問題が複雑
前述したように取りうる運転整理手段は何通りもあり、それを多数組み合わせて運転整理を実施していくため、可能な組み合わせは膨大な数になる。その中から適切な方法を選択するのは大変な作業である。
リアルタイム性
運転整理に取り組んでいる間も列車は実際に走り続けており、手配が遅れると時機を逸してしまう。極めて複雑な問題に対処しなければならないにもかかわらず、短時間で処理しなければならない。
状況が随時変化して予測困難
天候が理由で運転を見合わせている場合、いつ運転を再開できるかの見極めは困難である。大雪になった場合などは、運転不能区間が次々に拡大していくこともあり、そのたびに運転整理計画はやり直しになる。
情報伝達が困難
伝達しなければならないのは運転士、車掌、駅員など多数に上るが、その路線を担当している指令員の数は限られているため、電話や列車無線を使って情報を伝達する業務は煩雑なものとなり、現場が必要としている情報が指令員からなかなか伝達されないことが起きる。
これらの問題に対して、現在様々な対処が進められている。情報収集の問題に対しては、要所にビデオカメラを設置して指令所から駅員や乗務員を煩わせることなく現場の様子を確認できるようにするといった対策がある。情報伝達の問題に対しては、情報機器の発達を利用して、各人の所持する携帯情報端末や運転台に搭載のモニタ装置に必要な指示を一斉に伝送できるようにし、かつ駅員や乗務員が必要とする情報に随時アクセスできるようにするといった方策が考えられている。
情報伝達に関しては、2004年4月にNTTドコモが当時実施していたDoPaを利用して、指令員が作成した指令情報を乗務員に配信するシステムが中央・総武緩行線で稼動していた（2012年3月31日のDoPa廃止に伴い終了）。また2007年8月から山手線においてデジタル列車無線を利用して、運行管理システムに入力された指令内容を直接運転台に表示し、それを乗務員が承認することで実行に移す「通告伝達システム」が稼動しており、2011年までに首都圏各線に導入された。

## 運転整理の評価
どのような運転整理案をよいと評価するかは難しい問題であるとされる。一般には平常運転に回復する時刻が早い方がよいとか、列車の総遅延時間が少ない方がよいと考えられがちであるが、遅れている列車を全て運休にしてしまえば遅延はすぐに回復するため、そのような評価方法ではとにかく運休する方がよいということになってしまう。
運転障害が朝ラッシュ時間帯に起きたのであれば、遅れが長引いたとしてもとにかく列車を運転して輸送力を維持しなければならない。昼過ぎに起きたのであれば大胆に列車を運休してでも夕ラッシュが始まるまでにダイヤを平常運転に回復させたい。夜間帯に起きたのであれば、列車の遅れそのものよりも終電との接続関係や翌日朝の立ち上がりに向けた車両・乗務員運用を考慮しなければならない。このようにどのような運転整理がよいかはケース・バイ・ケースで複雑に変わるため、一概に判断することは難しい。
こうした問題に対処するため、乗客の立場から見た運転整理の評価というアイデアが提示され、乗換接続の喪失や列車運行頻度の低下など、いくつかのパターンに応じて乗客の感じる不満度を点数化して表す方法が考えられている（参考文献参照）。

## 運転整理のシステム化
運転整理を自動的にコンピュータで行うことは、前述したような要素により難しいものとなっている。状況を限定して他の問題を無視できたとしても、大規模な組み合わせ最適化問題であるため、実用的な時間で解くことは困難である。しかしながら様々な研究が進められており、制約プログラミングの技術を利用してJR東日本の新幹線に適用した研究、同様に制約プログラミングを適用したフランス国鉄の研究などがある。

## その他
運転整理という言葉は英語では、再スケジューリングということに着目して"rescheduling"と言ったり、運行管理であるということに着目して"dispatching"と言ったりする。